# Metarauchita
La metarauchita és un mineral de la classe dels fosfats, que pertany al grup de l'autunita. Rep el nom en honor de Luděk Rauch (1 de juliol de 1951 - 5 de desembre de 1983, Jáchymov, República Txeca), un col·leccionista de minerals txec que va morir tràgicament a les mines de Jáchymov. Anomenat segons les regles del grup de l'autunita, per tant, “meta” indica un estat deshidratat.

## Característiques
La metarauchita és un arsenat de fórmula química Ni(UO₂)₂(AsO₄)₂·8H₂O. Va ser aprovada com a espècie vàlida per l'Associació Mineralògica Internacional l'any 2008, sent publicada per primera vegada el 2010. Cristal·litza en el sistema triclínic. La seva duresa a l'escala de Mohs és 2.
Segons la classificació de Nickel-Strunz, la metarauchita pertany a «08.EB: Uranil fosfats i arsenats, amb ràtio UO₂:RO₄ = 1:1» juntament amb els següents minerals: autunita, heinrichita, kahlerita, novačekita-I, saleeïta, torbernita, uranocircita, uranospinita, xiangjiangita, zeunerita, rauchita, bassetita, lehnerita, metaautunita, metasaleeïta, metauranocircita, metauranospinita, metaheinrichita, metakahlerita, metakirchheimerita, metanovačekita, metatorbernita, metazeunerita, przhevalskita, metalodevita, abernathyita, chernikovita, metaankoleïta, natrouranospinita, trögerita, uramfita, uramarsita, threadgoldita, chistyakovaïta, arsenuranospatita, uranospatita, vochtenita, coconinoïta, ranunculita, triangulita, furongita i sabugalita.
L'exemplar que va servir per a determinar l'espècie, el que es coneix com a material tipus, es troba conservat al Museu d'Història Natural de Praga, amb el número de catàleg: 19/2008.

## Formació i jaciments
Va ser descoberta a la mina Eduard, a la localitat de Jáchymov (Regió de Karlovy Vary, República Txeca). També ha estat descrita posteriorment en un altre indret de la mateixa regió, així com a Rússia i Alemanya, sent aquests indrets els únics a tot el planeta on ha estat descrita aquesta espècie mineral.